# Джрарат (Армавирская область)
Джрарат (арм. Ջրառատ) — село в Армавирской области Армении.

## География
Село расположено в юго-восточной части марза, на правом берегу реки Севджур, при автодороге , на расстоянии 37 километров к юго-востоку от города Армавира, административного центра области. Абсолютная высота — 835 метров над уровнем моря.
Климат
Климат характеризуется как семиаридный (BSk в классификации климатов Кёппена). Среднегодовая температура воздуха составляет 12,4 °C. Средняя температура самого холодного месяца (января) составляет −2,7 °С, самого жаркого месяца (июля) — 25,8 °С. Расчётная многолетняя норма атмосферных осадков — 285 мм. Наибольшее количество осадков выпадает в мае (48 мм).

## Население
| Год переписи | Население          | Население          | Население          | Население            | Население            | Население            |
| Год переписи | Наличное население | Наличное население | Наличное население | Постоянное население | Постоянное население | Постоянное население |
| Год переписи | Всего              | Мужчины            | Женщины            | Всего                | Мужчины              | Женщины              |
| ------------ | ------------------ | ------------------ | ------------------ | -------------------- | -------------------- | -------------------- |
| 2001         | 2627               | 1264               | 1363               | 2808                 | 1381                 | 1427                 |
| 2011         | 2994               | 1437               | 1557               | 2981                 | 1438                 | 1543                 |